# Histoire des Chênes de l'Amérique
Histoire des Chênes de l'Amérique, (abreujat Hist. Chênes Amér.), és un llibre amb il·lustracions i descripcions botàniques que va ser escrit pel botànic, briòleg i explorador francès; André Michaux. Va ser publicat a París a l'any 1801.